# 茶書研究会
茶書研究会（ちゃしょけんきゅうかい、The Society for Studies of the Manuscripts on Chanoyu）は、茶の湯研究のための学術団体である。

## 概要
2012年（平成24年）8月、今日庵文庫長の筒井紘一、茶道史研究家の神津朝夫、宮帯文庫長・宮帯出版社社長の宮下玄覇によって設立された。先行する茶の湯文化学会が茶に関する複合的な研究団体なのに対し、本研究会は未刊行の茶書の掘り起こしを通じて茶の湯研究の活発化を目的として設立された研究団体である。会誌『茶書研究』は年1回発行。事務所は宮帯出版社（京都市）に置いている。
例会は京都で年3回、東京で年4回あり、総会は京都で年1回開催されている。

## 主な役員
- 会長 - 筒井紘一
- 副会長 - 廣田吉崇
- 理事 - 影山純夫、中村修也、八尾嘉男、宮下玄覇
- 幹事 - 中村 幸、岡 宏憲、工藤隆彰
- 名誉会員 - 熊倉功夫、谷 晃、矢野 環、谷端昭夫

（2023年現在）

## 会誌『茶書研究』
- 創刊号　『烹雪集』
- 第二号　『公方様御茶会記（小堀宗中筆写）』　※織田信長、徳川家康、徳川家光、阿部忠秋
- 第三号　『茶人古語（津田宗及伝書）』
- 第四号　『（豊臣）秀次公御茶湯記』
- 第五号　『江月和尚茶湯記』、久田宗悦「女手前掟書」
- 第六号　『前大徳江月和尚茶湯之記』 、『古織流茶道主客一日草』、『（片桐石州）もしほ草』、「新発見の津田宗及筆 信長茶会記」
- 第七号　『（織田信長）天正六年茶湯記』、『明暦大火焼失 柳営御道具・刀剣目録』、『江月和尚茶湯物語之記（龍光院本）』、『（松浦鎮信）茶湯由来記』
- 第八号　「利休作 土風炉切形」、『(毛利輝元)座敷本餝之次第』、『（豊臣秀吉）旁求茶会記 拾遺』、『小室藩(小堀家)道具蔵帳』
- 第九号　「土風炉切形 控」※、『古田織部流八十一ヶ条口伝抄』、『今井宗久茶湯日記抜書』（論文）　※豊臣秀吉、徳川家康、千利休、古田織部、真木嶋昭光、柘植与一、船越景直、長谷川秀一、佐久間不干斎、織田有楽
- 第十号　『天正十八年 毛利(輝元)亭 御成記』、『寛永十七年 紀伊（頼宣）家 御成御飾之覚』、『小室藩(小堀家)道具蔵帳 二』、『珠光一紙目録』
- 第十一号　『慶長十七年 古田織部邸 御成茶会記』、『台子之次第』、『文禄二年閏九月 秀吉茶会記』、『利休百会記』
- 第十二号　『雑記集』（玄々斎高弟による明治初年の日記）、「伊予西条松平家の御分物・御譲物」、「徳川将軍の御成」、「高山右近の茶の湯」、「『今井宗久茶湯書抜』下巻 異本の出現―『古織書茶之湯留』について―」、「豊臣秀吉の竹茶室」

## 年会費
- 一般会員4,500円
- 学生会員3,000円